# 262.ª Divisão de Infantaria (Alemanha)
A 262ª Divisão de Infantaria (em alemão:262. Infanterie-Division) foi uma unidade militar que serviu no Exército alemão durante a Segunda Guerra Mundial.

## Comandantes
| Comandante                           | Data                                           |
| ------------------------------------ | ---------------------------------------------- |
| General der Artillerie Edgar Theißen | 1 de setembro de 1939 - 15 de setembro de 1942 |
| Generalleutnant Friedrich Karst      | 15 de setembro de 1942 - 1 de julho de 1943    |
| Generalleutnant Eugen Wößner         | 1 de julho de 1943 - 15 de outubro de 1943     |

## Oficiais de operações
| Hauptmann Wilhelm Haidlen                                | 26 de agosto de 1939-1 de junho de 1940    |
| Hauptmann Ulrich Freiherr Varnbüler von und zu Hemmingen | 1 de junho de 1940-10 de julho de 1943     |
| Oberstleutnant Richard Euler                             | 10 de julho de 1943-15 de novembro de 1943 |

## Área de operações
| Frente Ocidental               | setembro de 1939 - junho de 1941   |
| Frente Oriental, setor sul     | junho de 1941 - setembro de 1941   |
| Frente Oriental, setor central | setembro de 1941 - outubro de 1943 |